# The Madness (album)
The Madness is het gelijknamige album van vier ex-leden van de Britse ska-popgroep Madness (zangers Suggs en Carl Smyth, gitarist Chris Foreman en saxofonist Lee Thompson). Het verscheen in 1988 en haalde in Engeland de 65e plaats

## Geschiedenis
The Madness was eigenlijk bedoeld als een gewone Madness-plaat (nummers als Be Good Boy en het aan Brian Ferry opgedragen 4BF werden al tijdens de tournee van 1985-86 opgevoerd) maar tijdens de opnamen kwam men tot de conclusie dat het enthousiasme van weleer was verdwenen en werd het tijd om te stoppen.
Echter, na de aankondiging van de breuk besloten Suggs, Smyth, Foreman en Thompson om door te gaan en alsnog die plaat af te maken. Omdat voorganger Mad Not Mad een zware bevalling was (mede door de afwezigheid van pianist/oprichter Mike Barson) werd er ditmaal voor gekozen om zo veel mogelijk met drumcomputers en synthesizers te werken. Platenmaatschappij Virgin vond dat er ook echte muzikanten aan te pas moesten komen; dat werden Steve Nieve en Bruce Thomas van Elvis Costello & the Attractions, Jerry Dammers en Dick Cuthell van The Specials, drummer Simon Phillips, UB40-bassist Earl Falconer en toetsenist Roy Davies die vlak na de opnamen kwam te overlijden.
Eigenlijk had het viertal zich The Wasp Factory willen noemen naar het boek van Iain Banks, maar omdat die naam al in gebruik was door een andere band en suggesties van radioluisteraars niks opleverden koos men voor The Madness, als in The Specials. "Bovendien ontslaat het ons van de verplichting om levenslang One Step Beyond te moeten spelen" vertelde voornaamste songschrijver Smyth aan NME. 
The Madness verscheen in april 1988 en ontving verdeelde reacties; "No more nutty" verzuchtte de OOR boven een foto van Smyth uit de zeven jaar oude videoclip van Grey Day. Ook het publiek herkende de voormalige lolbroeken niet terug en een paar maanden later kwam het viertal zonder contract te zitten wegens teleurstellende verkoopcijfers en het niet aanleveren van nieuwe demo's.
Begin jaren 00, toen de echte Madness weer bij elkaar was, verscheen er een restopname van The Madness op een exclusieve compilatie. 
Thompson en Foreman hebben Be Good Boy uitgeprobeerd met hun eigen band Crunch en Smyth overwoog om Song In Red (over het verlies van een familielid) af te stoffen voor zijn kortstondige solo-project Velvet Ghost.

## Tracklijst
| Nr. | Titel              | Lead vocals    | Duur |
| --- | ------------------ | -------------- | ---- |
| 1.  | Nail Down the Days | Chas Smash     | 4:34 |
| 2.  | What's That        | Smash          | 3:34 |
| 3.  | I Pronounce You    | Smash en Suggs | 4:38 |
| 4.  | Oh                 | Smash en Suggs | 3:57 |
| 5.  | In Wonder          | Suggs          | 4:58 |

| Nr. | Titel                 | Lead vocals | Duur |
| --- | --------------------- | ----------- | ---- |
| 6.  | Song in Red           | Smash       | 3:39 |
| 7.  | Nightmare Nightmare   | Suggs       | 4:30 |
| 8.  | Thunder and Lightning | Suggs       | 3:13 |
| 9.  | Beat the Bride        | Suggs       | 3:57 |
| 10. | Gabriel's Horn        | Smash       | 6:15 |

Extra tracks
| Nr. | Titel                                        | Lead vocals | Duur |
| --- | -------------------------------------------- | ----------- | ---- |
| 11. | 11th Hour (ook op "I Pronounce You" 12")     | Suggs       | 4:31 |
| 12. | Be Good Boy (ook op "What's That" 7" en 12") | Suggs       | 4:26 |
| 13. | Flashings (ook op "What's That" 12")         | Smash       | 3:21 |
| 14. | 4 B.F. (ook op "I Pronounce You" 12")        | Suggs       | 2:54 |